# Сложноподчинённое предложение
Сложноподчинённое предложе́ние (СПП) — вид сложного предложения, для которого характерно деление на две основные части: главную и придаточную. Придаточное подчиняется главному и отвечает на вопросы предложения. Например: «Я знаю, кто это сделал». Обе части сложноподчинённого предложения связываются союзами и союзными словами. В данном примере имеет место союзное слово кто. Придаточная часть может находиться перед главной, внутри неё или следовать за ней. Иногда в сложноподчинённом предложении может быть несколько придаточных. Придаточное предложение отделяется от главного запятыми. Если придаточное стоит в середине главного, то оно выделяется запятыми с обеих сторон (например, О том, что завтра он уедет на довольно долгое время, никому не было дела).

## История изучения
Вопрос о сложноподчинённом предложении почти всегда сводился к вопросу о природе придаточного предложения и его видах. Впервые термин «придаточное предложение» был употреблён в XIX веке в работах А. Х. Востокова и Н. И. Греча. Позднее И. И. Давыдовым была предложена близкая к сегодняшнему дню классификация, включающая дополнительные (изъяснительные), определительные и обстоятельственные придаточные предложения. Дальнейшее развитие вопрос получил благодаря работам Ф. И. Буслаева. Ему принадлежат попытки классифицировать обстоятельственные придаточные предложения.
Среди грамматистов, рассматривавших придаточные предложения, следует особо выделить Е. Ф. Будде, В. А. Богородицкого, А. М. Пешковского, Л. А. Булаховского, А. Б. Шапиро и И. Г. Чередниченко. Структурно-семантический принцип в рассмотрении придаточных предложений использовали С. Е. Крючков и Л. Ю. Максимов. Этот принцип (в отличие от функционально-семантического) позволяет дать более полную характеристику предложению, так как он рассматривает, к чему и каким образом крепится предложение, учитывая при этом смысловые отношения двух частей сложноподчинённого предложения.

## Виды

### Виды придаточных предложений
Придаточные предложения классифицируются на изъяснительные, определительные, обстоятельственные и присоединительные. Первые чаще отвечают на вопрос кто? или что?, для них характерны союзы и союзные слова: кто, что, как, когда, зачем и так далее. Вторые чаще отвечают на вопрос какой? и имеют союзы и союзные слова который, которая, которое, которые, что.
Обстоятельственные придаточные предложения подразделяются на предложения:
- по цели (зачем?, с какой целью?),
- места (откуда?, куда?, где?),
- времени (когда?, во сколько?),
- причины (почему?, зачем?),
- условия (при каком условии?, в каком случае?),
- образа действия (как?, каким образом?),
- сравнения ( как? насколько?),
- уступки ( несмотря на что? вопреки чему?).

Также существуют придаточные предложения следствия и соединительные предложения.

### Виды с несколькими придаточными предложениями
Сложноподчинённые предложения с несколькими придаточными делятся на следующие виды:
- С последовательным подчинением — первая придаточная часть подчиняется главной, а каждая последующая — к предыдущей придаточной части.
- С однородным подчинением — придаточные относятся к одному слову в главной части или ко всей главной части.
- С параллельным подчинением (или неоднородным) — различные типы придаточных подчиняются либо всей главной, либо различным частям главного.

## Знаки препинания
В сложноподчинённых предложениях главная и придаточные части отделяются друг от друга запятой, точкой с запятой, тире.
В случае, когда придаточное предложение внутри главного, оно выделяется знаками препинания с обеих сторон.